# Unité anti-braconnage des Black Mambas

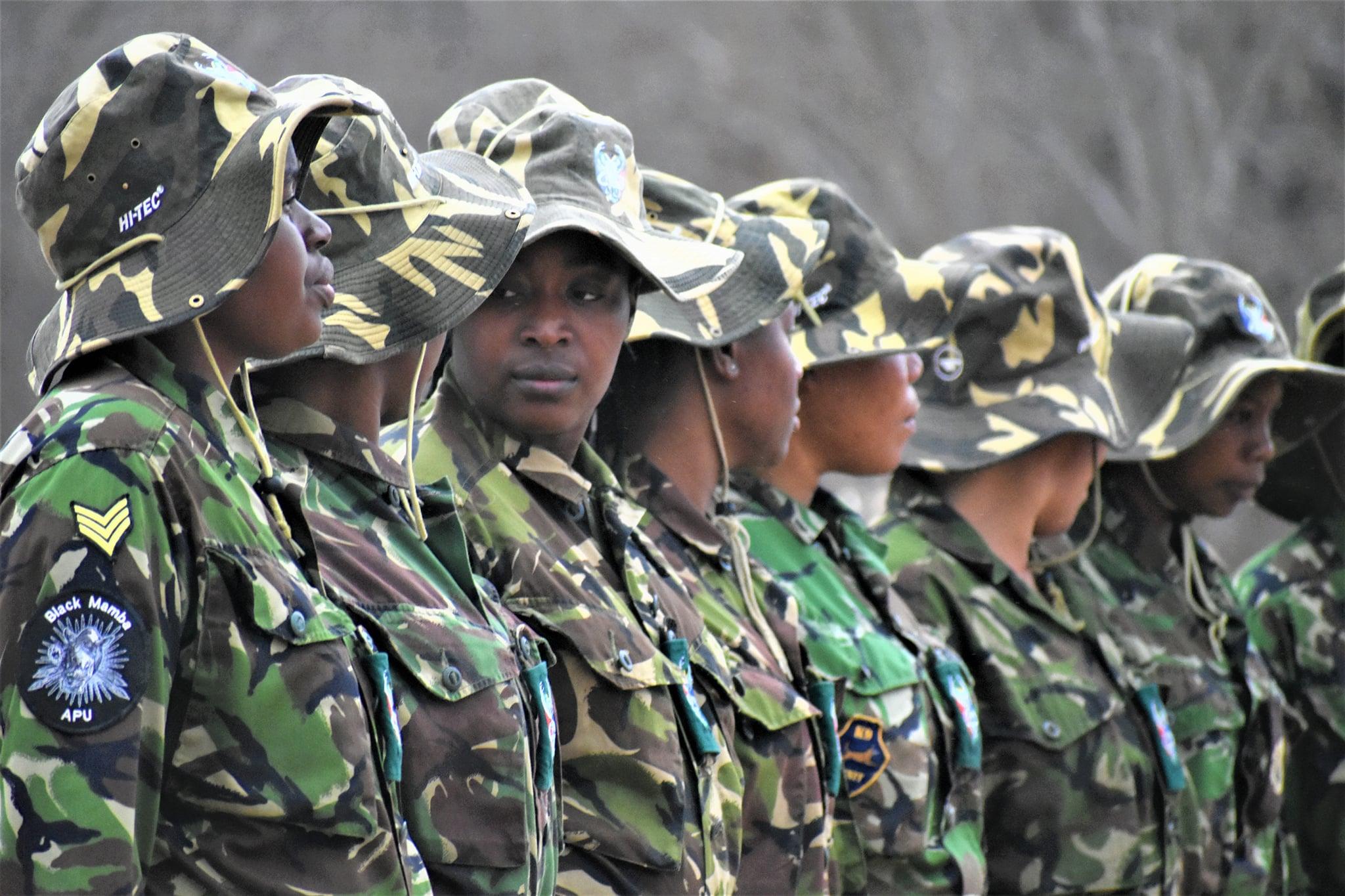
Membres du Black Mambas.

L'unité anti-braconnage des Black Mambas est une unité essentiellement composée de femmes gardes forestiers, créée en 2013 dans le but de protéger la faune sauvage en Afrique du Sud, principalement dans les régions de la réserve naturelle de Balule et du parc national Kruger. L'unité des Black Mambas a reçu le prix « Champions de la Terre » en 2015 du Programme des Nations Unies pour l'environnement (PNUE). 

## Présentation
L'unité a été créé par Craig Spencer, le responsable de la réserve naturelle de Balule et Amy Clark de Transfrontier Africa. Le groupe a commencé avec six membres. Les Black Mambas qui portent le nom du serpent mortel, le mamba noir (Dendroaspis polylepis), comptent trente-six membres en 2019. Ses membres sont exclusivement des femmes et chaque membre passe 21 jours par mois à patrouiller dans les réserves. Elles commencent chaque jour, à la manière militaire, par un défilé puis donnent des ordres avant que les patrouilles ne partent en mission. Chaque Mamba porte l'uniforme de garde-forestier, est formée au pistage et au combat, mais travaille sans armes : elle protège les animaux en créant une « présence policière visible, à la manière d'un bobby britannique ». 
Les membres font tous partie des communautés locales situées autour de la réserve de Balule et du parc national Kruger. Pour beaucoup de Black Mambas, il s'agit de leur premier emploi après le lycée. Les salaires proviennent d'un fonds de protection de l'environnement et les coûts non liés à la main-d'œuvre, tels que les uniformes, sont couverts par des dons. 
L'unité des Black Mambas a déjà arrêté six braconniers, fermé cinq de leurs camps et réduit de 76% le piégeage d'espèces sauvages depuis 2013. Les Mambas sont entraînées à trouver et à enlever les pièges avant que les animaux ne soient capturés. En 2015, il y a eu une période de dix mois durant laquelle aucun rhinocéros n'a été braconné. 
Au début, les gens étaient sceptiques sur le fait que « des femmes pouvaient faire ce travail traditionnellement masculin et être douées pour le faire ». Désormais, au sein de leurs communautés, les Black Mambas sont devenues des héroïnes dans les villages. La photographe Julia Gunther, qui a documenté l'unité des Black Mambas, a déclaré à propos des femmes : « Pour toutes, l'amour de la nature et de sa conservation est profond. Leur philosophie est de protéger ce patrimoine de la faune ». Les rangers ne sont pas seulement menacées par les braconniers, mais aussi par la grande faune. Siphiwe Sithole a déclaré : « Je ne sais pas quand je vais affronter un lion ». Une autre membre, Leitah Mkhabela, a déclaré à propos des braconniers : « Je n’ai pas peur. Je sais ce que je fais et pourquoi je le fais ». 
En juillet 2015, l'unité des Black Mambas a remporté le prix du Meilleur Spécialiste de la conservation dans le Rhino Conservation Awards d'Afrique du Sud. Plus tard cette année-là, elles remportèrent le prix des Champions de la Terre du PNUE. 